# Nia DaCosta
Nia DaCosta (Brooklyn, Nueva York, 8 de noviembre de 1989) es una directora de cine y guionista estadounidense. Es conocida por su largometraje debut Little Woods (2019). Sus otros créditos incluyen la serie de televisión británica Top Boy (2011), el reinicio de Candyman (2021) y la película del Universo cinematográfico de Marvel, The Marvels (2023).

## Primeros años
DaCosta nació en Brooklyn, Nueva York y fue criada en Harlem de padres jamaiquinos. Siempre supo que quería ser una escritora, pero tras ver Apocalypse Now (1979) se enamoró del cine. Esto llevó a DaCosta a descubrir las películas de los años 1970, siendo inspirada por directores como Martin Scorsese, Sidney Lumet, Steven Spielberg y Francis Ford Coppola. Debido a su nuevo amor por las películas, DaCosta siguió los pasos de Scorsese y se matriculó en la Tisch School of the Arts de la Universidad de Nueva York, donde finalmente conoció a Scorsese mientras trabajaba como ayudante de producción televisiva.

## Carrera
Después de graduarse y trabajar como ayudante de producción televisiva, el guion que DaCosta escribió para la película Little Woods fue uno de los 12 proyectos seleccionados para el laboratorio de guionistas y directores del Festival de Cine de Sundance de 2015. DaCosta ayudó a financiar la película a través de Kickstarter, reuniendo $5.100 con la ayuda de 72 financistas.

### Little Woods
Little Woods narra la historia de Ollie (Tessa Thompson), una traficante de drogas reformada que vive en una zona rural de Dakota del Norte y su hermana Deb (Lily James). Cuándo su madre muere, Deb aparece en la casa de Ollie junto a su hijo pequeño y revela  estar embarazada. Esto lleva a Ollie a buscar una manera de recaudar dinero rápidamente para pagar al banco y mantener la casa de su madre, y enfrenta a Deb a la decisión de si quiere o no abortar.
La película se estrenó en el Festival de cine de Tribeca en 2018 y recibió el premio Nora Ephron por la "excelencia narrativa de una escritora o directora." Luego fue adquirida por la empresa Neon y distribuida en América del Norte en abril de 2019. DaCosta se refirió a Winter's Bone de Debra Granik  y Frozen River de Courtney Hunt como inspiraciones de su guion, ya que siente que sus películas presentan actuaciones de buen nivel y un drama tenso, abordando también problemas reales de la sociedad estadounidense.

### Candyman
A finales de  2018 se anunció que DaCosta fue escogida para dirigir lo que se describió como una sucesora espiritual de la película Candyman (1992). Se anunció que la historia regresaría al barrio de Chicago donde la leyenda empezó, el que en esta nueva versión habría sido gentrificado. La película está siendo producida por Jordan Peele a través de la empresa Monkeypaw Productions, con Peele citando a la obra original como "una película histórica para la representación negra en el género de terror". Yahya Abdul-Mateen II fue seleccionado para protagonizar la cinta, mientras que Tony Todd volverá a interpretar al villano principal, contando además con las actuaciones de Teyonah Parris y Nathan Stewart-Jarrett. Universal Pictures planea estrenar la película el 12 de junio de 2020, con una producción que comenzará en la primavera de 2019 y finalizará en septiembre.

## Filmografía
| Año  | Obra                            | Rol                                            |
| ---- | ------------------------------- | ---------------------------------------------- |
| 2018 | Little Woods                    | Directora, guionista                           |
| 2019 | Top Boy                         | Directora (Tercera temporada, episodios 4 y 5) |
| 2021 | Candyman                        | Directora, coguionista                         |
| 2023 | The Marvels                     | Directora                                      |
| 2026 | 28 Years Later: The Bone Temple | Directora                                      |